# 브르바스 '92 작전
브르바스 '92 작전(세르비아어: Операција Врбас '92 오페라치야 브르바스 '92)은 보스니아 전쟁 시기인 1992년 6월에서 10월 사이 스릅스카 공화국군(VRS)이 수행한 군사 공격 작전이다. 작전 목표는 크로아티아 방위평의회(HVO)와 보스니아 헤르체고비나 공화국군(ABiH)이 점령한 보스니아 중부의 야이체 주변 지역의 돌출부를 제압, 점령하는 것이었다. 전투 정도는 상당히 다양했으며 몇 차례의 주요 스릅스카 공화국군의 공세와 중간중간 상대적인 소강상태가 번갈아가며 이어졌다. 1992년 10월 29일 스릅스카 공화국군은 야이체를 함락시켰으며 마을이 점령된 후 안에 있는 모든 모스크와 로마카톨릭 교회 건물이 파괴되었다.
이 전투로 세르브계 보스니아의 수도 바냐루카 남쪽의 통신선이 더욱 안정해졌고 해외 관측통은 "가장 큰 규모이자 비참한 피난길"이라 부르는 3만~4만명의 난민이 한꺼번에 발생했다고 보고했다. 야이체를 지킨 크로아티아 방위평의회군과 보스니아 공화국군은 수적으로 열세였을 뿐 아니라 전투 내내 두 부대가 별도의 지휘체계를 가지고 조직 간 조정도 거의 없어 부적절한 참모업무가 발생해 전투에 더욱 난항을 겪었다. 또한 크로아티아와 보스니아 간 관계 악화로 야이체로 향하는 보급 경로를 따라 크로아티아와 보스니아 간 교전이 발생해 방어 작전이 더욱 어려움을 겪었다. 결국 이 전투의 결과로 크로아티아와 보스니아 간 적대감이 더욱 심해졌고 크로아티아-보스니아 전쟁으로 이어졌다. 스릅스카 공화국 측은 크로아티아와 보스니아 동맹의 균열을 작전의 매우 중요한 성과로 평가했다.

## 배경
유고슬라비아 인민군(JNA)이 밴스 계획을 수용하고 이를 시행함에 따라 크로아티아에서 철수하면서 보스니아 헤르체고비나 태생의 인민군 장교와 병사 55,000명 가량이 새로 만들어진 세르브계 보스니아인의 군대로 편입되었고 이 군대는 훗날 스릅스카 공화국군(VRS)로 이름붙여졌다. 이 조직 개편은 1992년 1월 9일 보스니아 헤르체고비나 세르브인 공화국이 독립을 선포하고 뒤이어 1992년 2월 29일~3월 1일간 실시된 독립에 대한 국민투표를 앞두고 일어났다. 나중에 세르브계 보스니아인이 보스니아 전쟁에서 독립 선언을 구실로 삼아 전투를 펼쳤다. 4월 4일에는 유고 인민군 포병이 사라예보를 포격하기 시작했다. 그와 동시에 유고 인민군과 세르브계 보스니아군이 쿠프레스고원의 크로아티아군을 공격하기 시작했고 4월 7일 쿠프레스를 완전히 점령했다.
보스니아 헤르체고비나에서 인민군 및 스릅스카 공화국군과 대항한 군사에는 보슈냐크인이 지배하는 중앙정부의 명령을 받는 보스니아 헤르체고비나 공화국군(ARBiH)과 크로아트계 보스니아인 지도부의 명령을 받은 크로아티아 방위평의회(HVO)가 있었으며 크로아티아군이 때떄로 방위평의회의 작전을 지원했다. 4월 말 기준 스릅스카 공화국군은 20만명의 병력과 전차와 장갑차, 포 수백대를 전선에 전개했다. 크로아티아 방위평의회와 크로아티아 국방군(HOS)은 병력 25,000명과 소수의 중화기를 배치할 수 있었지만 보스니아 헤르체고비나 공화국군은 10만명의 병력과 이에 절반에도 미치지 못하는 소화기만 있었고 중화기는 사실상 존재하지 않는 등 전쟁이 거의 준비되지 않은 상태였다. 각 군의 무장은 1991년 9월부터 시작된 유엔의 무기 금수 조치로 더욱 방해받았다. 1992년 5월 중순에는 스릅스카 공화국군으로 편입되지 않은 인민군 부대가 보스니아 헤르체고비나에서 신유고슬로비아 연방공화국으로 철수하면서 스릅스카 공화국은 보스니아의 약 60%를 장악했다.
5월 초 세르브계 보스니아와 크로아트계 보스니아가 보스니아 헤르체고비나 분할을 목표로 한 그라즈 협정에서는 두 단체 간 적대행위를 중단한다고 선포했지만 실제로는 6월에 자칼 작전에서 헤르체고비나 동부에서, 회랑 '92 작전으로 보스니아 헤르체고비나 북부의 사바강 유역에서 크로아티아 방위평의회와 스릅스카 공화국군간 치열한 전투가 이어졌다.

## 전개

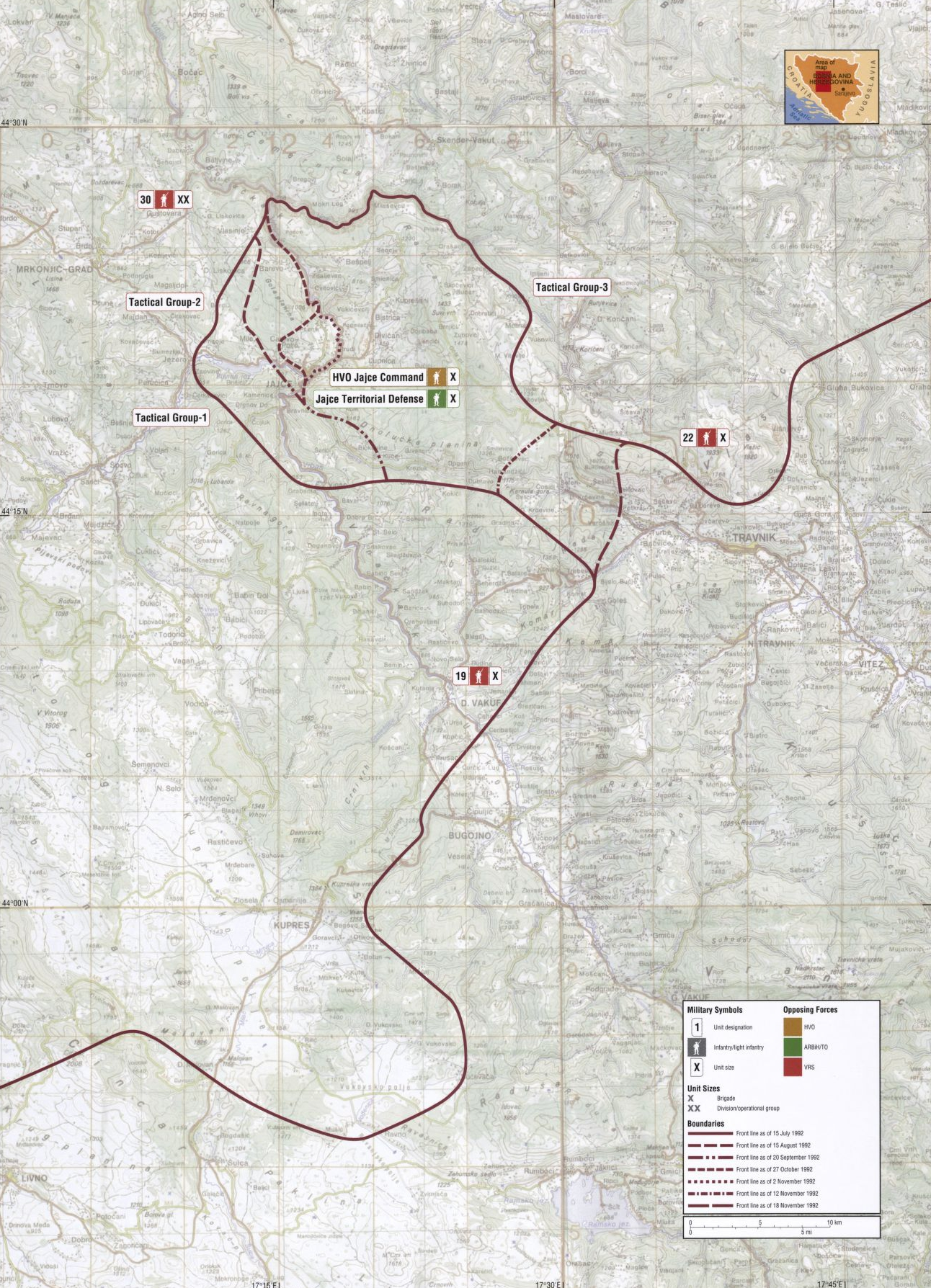
브르바스 '92 작전의 진행도를 나타내는 지도

회랑 '92 작전과 관련된 전투가 계속되는 동안, 스릅스카 공화국군은 보스니아 헤르체고비나 중부에 있는 HVO와 보스니아 공화국군이 공동으로 점유하고 있던 야이체 마을 주변의 돌출부를 공격해 파괴할 준비를 했다. 이 돌출부는 스릅스카가 장악한 바냐루카 남쪽의 세르비아측 통신선을 위협했고 바냐루카 지역의 전력 공급에 중요한 수력 발전소 두 곳이 있었다. 돌출부에는 3,400명에서 5,500명의 국방평의회 및 보스니아 공화국군이 복잡한 지형에서 강력한 요새를 구축한 채 지키고 있었다. 스릅스카군은 제1크라이나 군단 제30보병사단의 7천명에서 8천명 병력을 동원해 암호명 "브르바스 '92 작전"에 투입했다. 제30사단은 스타니슬라브 갈리치 대령의 지휘 하에 있다 9월 초순 드라간 마르체티치 대령으로 교체되었다. 스릅스카군 부대는 제1, 제11, 제17경보병여단과 제1혼성대전차포대대로 구성되어 있었다. 수적 우세에 더해 스릅스카군은 전차 20~30대를 배치하고 중포 30~50문을 추가해 중무기에서도 우위를 점했다. 야이체 마을 방어는 시장 미드하트 카라지치가 시 비상대책본부 차원에서 조직했고 국방평의회 병력은 스체판 블라제비치가 지휘했다.

### 전투 초기
야이체 돌출부는 트라브니크 마을까지 이어지는 40 km 길이의 도로를 따르는 좁은 통로를 통해 보급받고 있었다. 7월 스릅스카 공화국군은 돌출부를 점령하기 전에 보급로를 차단하고 야이체와 트라브니크 간 연결을 끊어 고립시키러 시도했으나 큰 성과를 얻지 못했다. 이 때문에 대신 스릅스카군은 야이체로 직접 향하는 3가지의 축선을 따라 점진적으로 진격하는 방식으로 바꾸었다. 이 전략은 사상자를 최소화하고 마을 주변의 크로아티아 및 보스니아군의 방어선을 체계적으로 밀어내기 위해 고안했다. 크로아트인-보스니아군의 합동 방어선은 야이체 지역의 산악 지형 덕분에 스릅스카군으로부터 어느 정도 마을을 지키는 데 성공했다. 같은 달 정치적 주도권을 둘러싸고 크로아티아 민주연합(HDZ)과 민주행동당(SDA) 간 불화가 시작되면서 방위평의회가 야이체의 보스니아인 주도 전쟁 관련 비상대책위원회의 세력을 친크로아트계로 교체하며 해체시켜버렸다.
스릅스카군은 8월 중순 야이체로 향하는 서쪽 길을 따라 첫 대규모 공세를 펼쳤다. 이 공격으로 야이체 방어선을 돌파하고 스릅스카군이 마을 반경 2 km 안쪽까지 진격했다. 이 돌파 이후 거의 한달간 전선이 정체된 후 스릅스카군이 다시 마을을 향해 진격하기 시작했다. 진격은 마을 서남쪽에서부터 시작되었으며 방어군은 마을 반경 1 km 안쪽으로 밀려났다. 야이체를 지키기 위해 보스니아군과 방위평의회가 부고이노와 노비트라브니크 북쪽에서 야이체를 공격하는 스릅스카군 부대 측면을 향해 합동 공세를 시작했으나 공격이 실패했다. 스릅스카군은 야이체를 계속 포격하고 소규모 공습도 시작했다. 이 때문에 유엔은 보스니아 헤르체고비나 전역을 유엔 안전 보장 이사회 결의 제781호에 따라 비행금지구역으로 선언했다. 미국 중앙정보국(CIA)의 분석에 따르면 보스니아군-방위평의회의 반격 작전 실패로 인해 10월 초에 방위평의회가 스릅스카군과 단기 휴전 협정에 합의했을 가능성이 있다고 결론내렸다. 휴전 합의에선 세르브 측이 공세를 중단할 경우 야이체 돌출부에 있는 수력발전소에서 세르브계 보스니아 영토 쪽으로 전력을 공급하겠다 합의했다.

### 최종 공격
늦여름 들어 프로조르와 노비트라브니크 지역에서 보스니아군과 방의평의회 간 관계가 악화되었다. 양 사이의 긴장은 급속히 악화되어 10월 18일 노비트라브니크에서 두 세력간 무장 충돌로 이어졌다. 이 지역의 소규모 충돌은 확대되었고 10월 20일 보스니아군 사령부가 "무슬림 보호를 위한 조정위원회"의 권한으로 야이체로 향하는 보급로에 바리케이드를 설치하자 다음 날인 10월 21일 보급로를 따라 두 세력이 교전했다. 도로 바리케이드가 치워지자마자 그 다음날에는 비테즈 마을에서 새 교전이 일어났다. 이런 교전 때문에 야이체 수비군을 위한 탄약 보급이 프로조르 너머로 더 이상 갈 수 없었고, 크로아티아 방위평의회 중부보스니아 작전구역사령관인 티호미르 블라슈키치 대령은 야이체-프로조르 도로를 재확보하기 위해 야이체의 방위평의회 병력 일부를 철수하는 방안을 고려했다. 방의평의회 사령부 내에서 블라슈키치의 입장은 10월 18일 방위평의회가 블라슈키치가 처분할 수 있는 중화기의 약 1/4을 두브로브니크 배후지를 겨냥한 블라슈티차 작전을 앞두고 차플리나 방면으로 옮기면서 약화되었다. 전반적으로 열약한 상황 속에서 방위평의회와 보스니아군이 프로조르 전투로 서로 교전했다. 이 전투는 유엔 보호군이 비테즈와 노비트라브니크 상황을 진정시킨 직후인 10월 23일 시작되었다. 10월 26일 프로조르와 주변 지역에서의 휴전 합의가 이루어졌으며 이틀 후 협정이 발효되어 전투가 끝났다.
스릅스카군은 10월 25일 마을로 이어지는 3개 길 축선을 따라 공격하며 보스니아군과 방위평의회 간 충돌 사이에서 야이체를 향한 새로운 진격 기회를 노렸다. 충돌을 제쳐놓고 야이체에 배치된 방위평의회와 보스니아군 병력은 4일간 반격했으나 10월 29일 스릅스카군이 마을에 진입했다. 스릅스카군의 마을 점령이 확실시되자 방어군이 철수했다. 점령 후 세르비아의 라디오와 텔레비전이 야이체가 "해방된 마을"이자 "자유 세르비아 공화국"의 일부라고 선언했다.

## 여파

### 탈출과 종교 유산 파괴
스릅스카군이 야이체에 진입한 후 돌출부 다른 지역에 있던 방위평의회와 보스니아군도 트라브니크를 향해 철수했다. 이들은 야이체의 민간인과 합류해 약 3만명에서 4만명에 달하는 10 km 길이의 난민 무리가 되었고 이 중 수천명이 스릅스카군의 저격과 포격에 취약했다. 해외 관측통은 이를 보스니아 전쟁에서 "가장 비참하고 큰 단일 탈출 무리"라고 보도했다. 트라브니크에 도착한 난민은 유엔 보호군의 지원을 받은 유엔난민기구(UNHCR)와 접촉했다. 트라브니크 병원에서 7명이 사망했고 약 60명이 부상 치료를 받았다. 보슈냐크인 난민 2만명 가량은 보스니아 중부 곳곳에 재정착하여 여러 신규 보스니아군 여단에 증원되었다. 크로아트인 난민은 중부 보스니아에서 크로아트인과 보슈냐크인 사이 긴장이 고조되고 트라브니크의 인구가 지나치게 과밀하게 된 관계로 크로아티아 내로 향했다. 11월에는 전쟁 이전 45,000명에 달했던 야이체 인구가 수천명 가량으로 쪼그라들었다. 이전까지는 야이체의 인구 분포가 보슈냐크인 39%, 크로아트인 35%, 세르브인 19%였다.
스릅스카군이 마을을 점령한 직후 10월 중순 방위평의회가 마을의 유일한 세르비아 정교회 성당을 파괴한 것에 대한 보복으로 몇 주간 야이체 내의 모든 모스크와 카톨릭교회 성당을 파괴했다. 스릅스카군은 마을의 야이체 프란치스코회 수도원을 감옥으로 개조하고 기록보관소, 박물관 소장품, 예술품을 약탈했으며 교회 건물을 완전히 파괴했다. 1992년까지 언덕 위 아슬아슬한 위치에 있어 철거하기 어려운 모스크 두 곳을 제외하고는 야이체 내 모든 종교시설이 완전히 파괴되었다.

### 유산

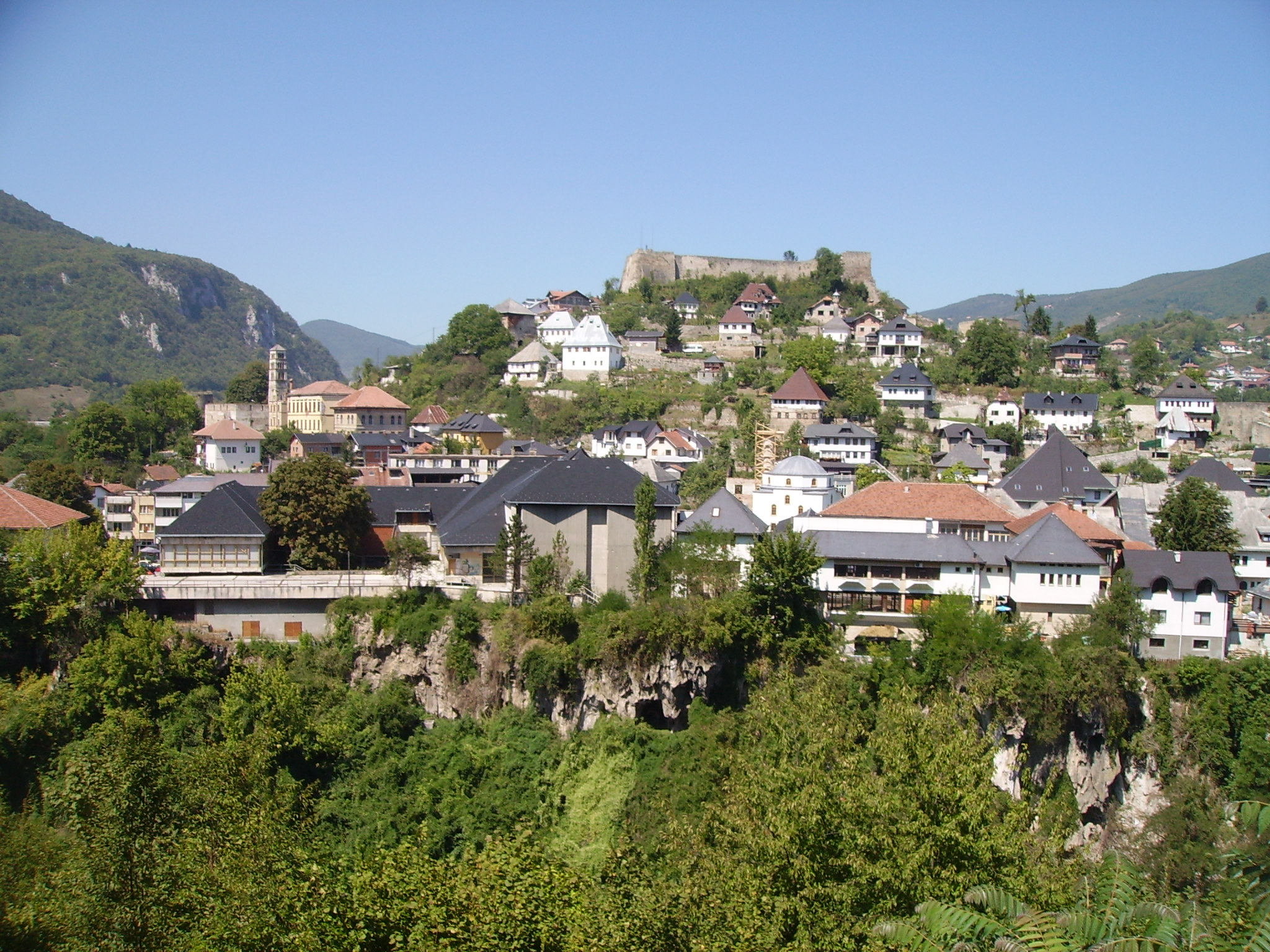
야이체 마을 중앙부의 모습

방위평의회와 보스니아군 사이의 갈등이 야이체 마을의 방어태세 약화에 기여하긴 했지만, 마을이 함락된 결정적인 이유는 스릅스카군 측의 군사적 우위였다. 병력 규모와 화력 면의 우위 이외에도 스릅스카군 참모진의 작전과 계획은 야이체 방어군의 조직적인 노력보다도 훨씬 우월했다. 야이체 방어 계획의 결정적인 문제로는 마을이 보스니아군과 방위평의회라는 두 개의 별도의 군사 지휘구조 체계 아래 방어를 맡았단 것이었다.
인도주의 활동가와 해외의 군사 관련 소식통은 크로아티아가 회랑 '92 작전에서 탈환한 두브로브니크 남쪽의 프레블라카반도 대신에 스릅스카군에 대한 댓가로 야이체를 교환해 고의적으로 마을을 포기했다는 의혹을 가졌다. 크로아티아 및 몇몇 서방 외교관은 이 주장을 부인했으나 유럽 공동체 특사 데이비드 오웬은 유엔에 크로아티아를 향한 제재 조치를 요구했다. 이 의혹은 1992년 10월 크로아티아의 대통령 프라뇨 투지만과 신유고슬라비아 연방 대통령 도브리차 초시치가 프레블라카에서 유고 인민군을 철수하기로 합의하면서 더욱 불거졌다. 하지만 크로아티아 영토 내에서 유고 인민군의 철수는 크로아티아와 유고슬라비아 양 측 모두가 합의한 밴스 계획의 내용이기도 했다.
누가 먼저 야이체에서 철수했는지는 불분명하며 여전히 이에 대해 "상호 비방"을 할 때 요점으로 쓰이고 있다. 보스니아는 스릅스카군이 마을에 들어왔을 때 방위평의회가 가장 먼저 철수했다며 방위평의회 때문에 야이체가 바로 함락되었다고 주장했다. 반대로 크로아트계 보스니아인 지도자인 보조 라이치는 보스니아 중부에서의 보스니아군 행동에 대해 야이체를 향한 보급을 방해한 보스니아군 내 극단주의자들이 있다며 공개적으로 불평했다. 라이치의 주장은 크로아티아의 일간지인 《베체르니 리스트》에 실렸다. 이 신문은 보스니아에 대해 적대적인 입장을 취하면서도 보슈냐크인 지도부가 완전한 반크로아트인 측은 아니라고 주장했다. 크로아티아와 보스니아 간 관계는 점차 악화되어 1993년 크로아티아-보스니아 전쟁으로 이어졌다. 1993년 10월 브르바스 '92 작전 당시 크라이나 제1군단 사령관이었던 모미르 탈리치 소장은 야이체 점령이 크로아트계 보스니아인과 보슈냐크인 사이의 동맹 해체의 첫걸음이라고 말했다. 크로아티아와 보스니아 간 갈등은 1994년 3월 서명된 워싱턴 협정으로 봉합되었으나 완전히는 아니었다. 1995년 9월 13일 크로아티아군이 주도한 미스트랄 2 작전으로 방위평의회가 야이체를 탈환하자 마을이 크로아티아화되어 보슈냐크인 난민은 마을로 다시 돌아갈 수 없었다. 1998년까지 크로아트인 난민은 대부분 복귀했으나 보슈냐크인은 5천명에 불과했다.
야이체를 방어한 방위평의회와 보스니아군은 총 103명이 사망했고 492명이 부상을 입었으며, 5명이 실종되었다. 2008년 보스니아 헤르체고비나 검찰청은 1992년 9월 보슈냐크 민간인 23명을 살해하고 기타 수많은 사람을 부상케 한 전쟁 범죄 혐의로 스릅스카군 인원 2명을 기소했다. 2010년에는 검찰청이 1992년 5월 27일부터 10월 29일까지 세르브 민간인 최소 15명을 살해하는 등 세르브인 35명을 향한 전쟁 범죄 혐의로 크로아티아 방위평의회, 크로아티아 국방군, 보스니아 헤르체고비나 공화국군 인원 7명에 대한 조사를 실시했다.

## 참고 문헌
서적
- Bethlehem, Daniel L.; Weller, Marc, 편집. (1997). 〈25. Further Report of the Secretary-General Pursuant to Security Council Resolution 752 (1992) (S/24188, 26 June 1992)〉. 《The 'Yugoslav' Crisis in International Law: General Issues, Volume 1》. Cambridge, England: Cambridge University Press. 526–529쪽. ISBN 978-0-521-46304-1.
- Central Intelligence Agency, Office of Russian and European Analysis (2002). 《Balkan Battlegrounds: A Military History of the Yugoslav Conflict, 1990–1995, Volume 1》. Washington, D.C.: Central Intelligence Agency. ISBN 978-0-16-066472-4.
- Central Intelligence Agency, Office of Russian and European Analysis (2002). 《Balkan Battlegrounds: A Military History of the Yugoslav Conflict, 1990–1995, Volume 2》. Washington, D.C.: Central Intelligence Agency. ISBN 978-0-16-066472-4.
- Hoare, Marko Attila (2010). 〈The War of Yugoslav Succession〉.   Ramet, Sabrina P. 《Central and Southeast European Politics Since 1989》. Cambridge, England: Cambridge University Press. 111–136쪽. ISBN 978-1-139-48750-4.
- Nizich, Ivana (1993). 《War Crimes in Bosnia-Hercegovina》. New York: Human Rights Watch. ISBN 978-1-56432-097-1.
- Ramcharan, B. G., 편집. (1997). 《The International Conference on the Former Yugoslavia: Official Papers, Volume 2》. BRILL. ISBN 978-90-411-0436-6.
- Ramet, Sabrina P. (2006). 《The Three Yugoslavias: State-Building And Legitimation, 1918–2006》. Bloomington, Indiana: Indiana University Press. ISBN 978-0-253-34656-8.
- Shrader, Charles R. (2003). 《The Muslim-Croat Civil War in Central Bosnia: A Military History, 1992–1994》. College Station, Texas: Texas A&M University Press. ISBN 978-1-58544-261-4.
- Toal, Gerard; Dahlman, Carl T. (2011). 《Bosnia Remade: Ethnic Cleansing and Its Reversal》. New York: Oxford University Press. ISBN 978-0-19-973036-0.
- Walesek, Helen (2013). 〈Destruction of the Cultural Heritage in Bosnia-Herzegovina: An Overview〉.   Walasek, Helen. 《Bosnia and the Destruction of Cultural Heritage》. London, England: Ashgate Publishing. ISBN 978-1-40943-704-8.

학술 논문
- Barić, Nikica (January 1997). “Pisanje Večernjeg lista o hrvatsko-muslimanskim odnosima (ožujak 1992. - ožujak 1994.)” [Večernji list Coverage of Croat-Muslim Relations (March 1992 - March 1994)]. 《Journal - Institute of Croatian History》 (크로아티아어) (Zagreb, Croatia: Institute of Croatian History, Faculty of Philosophy Zagreb) 29 (1): 349–363. ISSN 0353-295X.
- Marijan, Davor (March 2000). “The War in Bosnia and Herzegovina Or the Unacceptable Lightness of "Historicism"”. 《National Security and the Future》 (Zagreb, Croatia: St. George Association) 1 (1): 153–184. ISSN 1332-4454.
- Marijan, Davor (June 2000). “Borbe za Kupres u travnju 1992.” [Battle of Kupres in April 1992]. 《Polemos: Journal of Interdisciplinary Research on War and Peace》 (크로아티아어) (Zagreb, Croatia: Croatian Sociological Association and Jesenski & Turk Publishing House) 3 (5): 11–49. ISSN 1331-5595.
- Marijan, Davor (December 2006). “Sukob HVO-a i ABIH u Prozoru, u listopadu 1992.” [Clash of the HVO and the ARBiH in Prozor, in October 1992]. 《Journal of Contemporary History》 (크로아티아어) (Zagreb, Croatia: Croatian Institute of History) 38 (2): 379–402. ISSN 0590-9597.

뉴스 르포
- Bellamy, Christopher (1992년 10월 10일). “Croatia built 'web of contacts' to evade weapons embargo”. 《The Independent》. 2012년 11월 10일에 원본 문서에서 보존된 문서. 2017년 11월 2일에 확인함.
- Burns, John F. (1992년 5월 12일). “Pessimism Is Overshadowing Hope In Effort to End Yugoslav Fighting”. 《The New York Times》. 2013년 12월 19일에 원본 문서에서 보존된 문서.
- Burns, John F. (1992년 10월 31일). “30-Mile Refugee Line Is Seen in Bosnia”. 《The New York Times》.
- Burns, John F. (1992년 11월 1일). “Survivors of Fallen Bosnian Town Add to Refugees”. 《The New York Times》.
- Cohen, Roger (1995년 10월 9일). “Tension Undercuts Alliance of Muslims and Croats”. 《The New York Times》.
- Škarica, Matej (2014년 4월 6일). “Pred brojnim gledateljima u Zagrebu prikazan dokumentarni film 'Jajce u obrani 1992.'” ["The Defense of Jajce, 1992" Premieres in Zagreb]. Bljesak.info.
- Tomašević, Nebojša (2010년 9월 19일). “Pokrenuta istraga o ratnim zločinima nad Srbima u Jajcu” [Investigation Launched Into War Crimes Committed Against Serbs in Jajce]. 《Glas Srpske》.
- “Optužnice za ratni zločin u Jajcu” [Indictments for War Crimes in Jajce]. B92. 2008년 12월 2일.
- Williams, Carol J. (1992년 11월 6일). “Croatia Accused of Complicity in Serb 'Cleansing' of Muslims”. 《Los Angeles Times》.
- Williams, Carol J. (1992년 11월 11일). “Gutted Bosnian City Tells of Croat-Muslim Falling-Out”. 《Los Angeles Times》.

기타 출처
- A Tale of Two Cities: Return of Displaced Persons to Jajce and Travnik (PDF) (보고서). International Crisis Group. 1998년 6월 3일. 2016년 3월 4일에 원본 문서 (PDF)에서 보존된 문서. 2013년 12월 4일에 확인함.
- “Komemorativna sjednica u povodu smrti Midhata Karadžića” [Commemorative Session on Occasion of Death of Midhat Karadžić] (보스니아어). Jajce Municipality. 2011. 2013년 12월 3일에 원본 문서에서 보존된 문서. 2013년 12월 3일에 확인함.
- “Stanje u 30.KRD - Informacija komandi 1.KK” [Situation in the 30th Krajina Division - Information to the 1st Krajina Corps] (PDF) (세르비아어). Army of Republika Srpska. 1992년 9월 8일. 2013년 12월 8일에 원본 문서 (PDF)에서 보존된 문서.
- “Trial of Stanislav Galić (IT-98-29) - Transcript”. International Criminal Tribunal for the former Yugoslavia. 2001년 12월 3일.
- “Trial of Tihomir Blaškić (IT-95-14) - Transcript”. International Criminal Tribunal for the former Yugoslavia. 1999년 5월 10일.